# فرج بن فرج
فرج بن فرج (بالإسبانية: Farax Aben Farax)‏ هو قائد عسكري موريسكي ينتمي إلى بني سراج. كان من قادة المسلمين في حرب البشرات. عينه محمد بن أمية قائدًا لشرطته. لقي فرج بن فرج حتفه في معركة ضد قوات دون خوان النمساوي.